# Snake River Plain

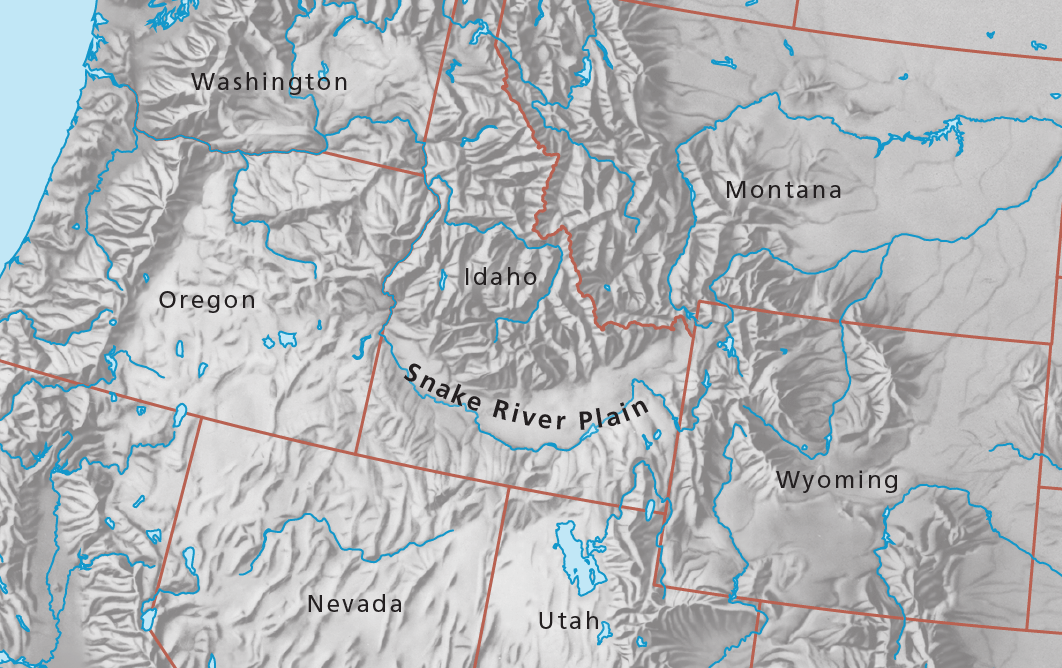
Snake River Plain na mapě severozápadu Spojených států

Snake River Plain je rozsáhlá lávová tabule na jihu a jihovýchodě Idaha, ve Spojených státech amerických. Je součástí Kolumbijské plošiny.
Jedná se o unikátní geologickou lokalitu, která se táhne do vzdálenosti okolo 640 kilometrů. Oblast se nachází poblíž Yellowstonského národního parku a v historii se zde uplatňoval silný vulkanismus, který vytvořil téměř všechny vulkanické jevy na jednom místě. Planina se navíc velmi nápadně podobá mnohým oblastem na Marsu, což má za následek zvýšený zájem ze strany planetologů a geologů, kteří se snaží porozumět zdejším procesům, aby je pak mohli použít pro modelování procesů na jiných planetách.
Plošina má na mapě tvar hodně otevřeného písmene U a táhne se rameny od severozápadu k severovýchodu. Rozpíná se na 640 km západním směrem mezi severní hranicí Wyomingu a hranici státu Idaho-Oregon. Jedná se tvarově o mísovitou depresi, která se rozkládá na téměř čtvrtině rozlohy státu Idaho. Nacházejí se zde 3 velké vytlačené kupy východně od města Arco, největší je Big Southern Butte.
Oblast se původně referovala pod názvem Snake River Valley nebo Snake River Basin, nicméně od roku 1902 F.C. Russell začal používat pro název oblast Snake River Plains, který se později změnil na Snake River Plain.
Oblast je odvodňována řekou Snake River, která skrz ní protéká. Většina velkých měst v Idaho jsou umístěny právě v oblasti Snake River Plain a sídlí tady taky Idaho National Laboratory. Díky veliké koncentraci lidského osídlení a množství geotermálních a ropných vrtů je podloží velmi dobře prozkoumané a zmapované.
V současnosti existuje několik rozdílných teorií, které se zaobírají vznikem oblasti od deprese, poklesu či riftu.

## Geologie

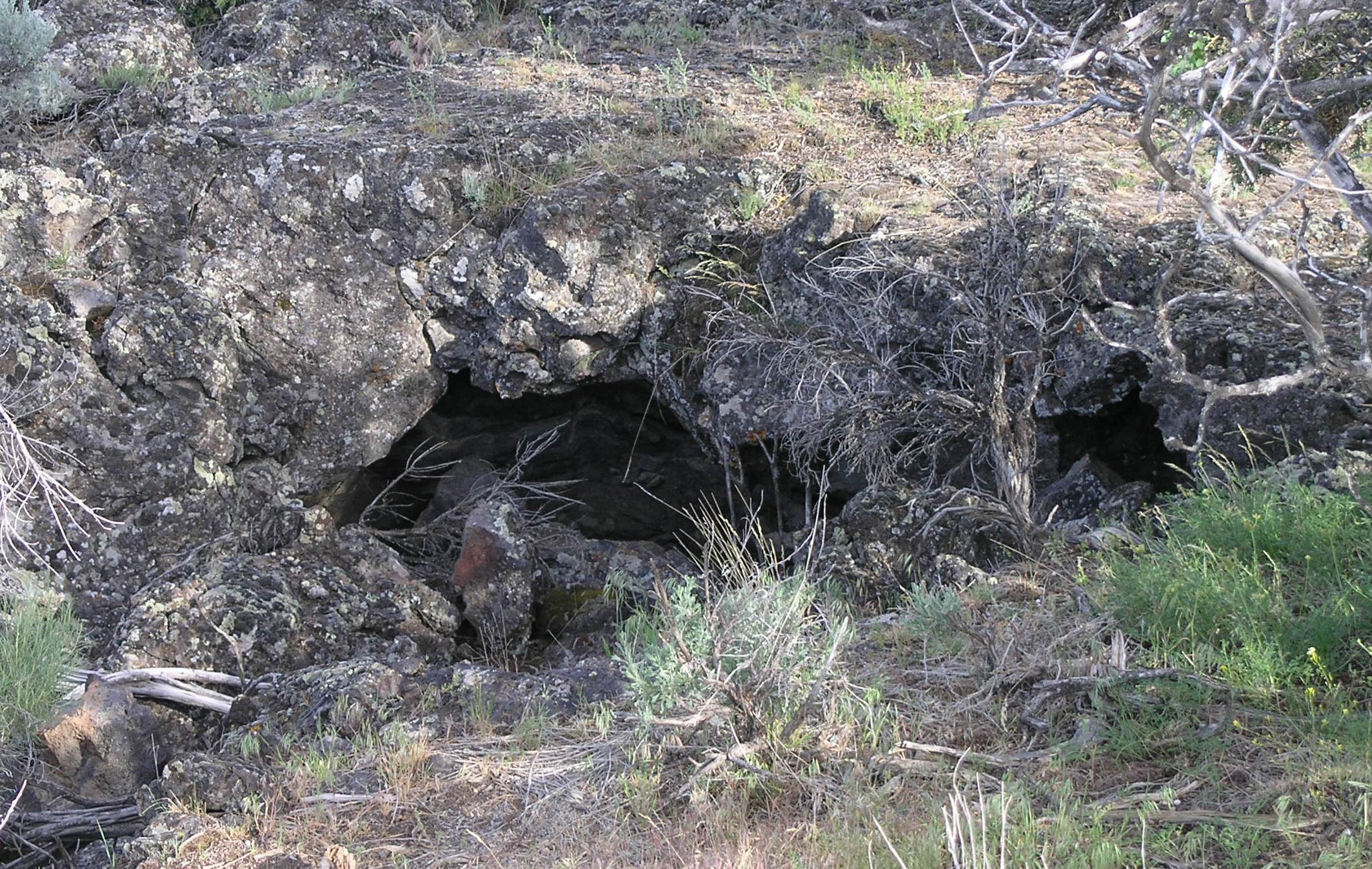
Otevřený lávový kanál v oblasti Snake River Plain

Snake River Plain může být rozdělena na tři základní celky : západní, centrální a východní.
Západní část je velká tektonická propadlina nebo riftové údolí široké 48 až 64 km a vyplněné několik kilometrů mocnými sedimenty, které leží na ryolitu a bazaltu a jsou překryty bazaltem. Západní oblast byla zformována přibližně 11 až 12 miliónů let během erupce ryolitové lávy a /Ignimbrite/. Západní planina není stejná jako North American Plate a leží ve vyšším úhlu k centrální a východní části.
Východní část sleduje cestu North American plate přes geologické hot spoty nyní soustředěné v Yellowstonském národním parku. Topograficky je tato oblast depresí, která přerušuje pánev a pásové pohoří. Podklad je tvořen převážně bazalty, které byly vyvrženy během erupce velkého štítového vulkánu. Pod bazalty se nachází ryolity a ignimbrity, které vznikly během přechodu litosféry přes hot spot. Východní část je velmi podobná oblasti Tempe Terra na Marsu, pro kterou slouží jako srovnávací oblast.
Centrální oblast je podobná té východní, ale jsou zde rozdíly v tloušťce vrstvy jezerních a říčních sedimentů, které jsou slabší, včetně známé Hagerman fossil beds.
Island Park a Yellowstone Calderas vznikly jako pozůstatek enormně silné ryolito-ignibritové erupce, během které se uvolnilo až 2 500 km3 popela. Mladší sopky, které soptily po hot spotu, překryly planinu mladými výlevy bazaltické lávy, včetně oblasti známé jako Craters of the Moon National Monument and Preserve.

## Dopad na klima
Oblast ovlivňuje klima v YNP a přilehlých oblastech jižně a západně od YNP. Jak Yellowstone hot spot postupovala skrz Idaho zanechal za sebou 70 km široký kanál skrz Rocky Mountains. Tento kanál tvoří mezeru mezi Cascade Range a Sierra Nevada.